# Памятник влюблённым
Памятник влюбленным — представляет собой арку, образованную летящими, хрупкими фигурами юноши и девушки, слившимися в поцелуе. Расположен по адресу: г. Харьков, сквер на Пушкинской улице, возле станции метро Архитектора Бекетова.

## Предыстория
Идея установить необычный памятник родилась на встрече бывшего губернатора Харьковской области Евгения Кушнарева со студентами трех архитектурных факультетов местных вузов. Евгений Петрович предложил студентам показать, на что они способны в конкурсе на эскиз-идею памятника Влюбленным.
Победившая эскиз-идея: Две тянущиеся друг к другу фигуры юноши и девушки, которые соединяются в поцелуе.

## Открытие
Памятник был открыт 1 сентября 2002 года. На открытие памятника была приглашена молодежь, студенты и все влюбленные.

## Авторы памятника
Автор идеи — Дмитрий Иванченко, студент Харьковской государственной академии дизайна и искусств.